# Slingsby T.25 Gull 4
Dimensions
Le Slingsby T.25 Gull 4 est un planeur britannique conçu et construit par Slingsby qui fait son premier vol en 1947.

## Développement
Après la Seconde Guerre mondiale, Slingsby souhaite produire un planeur de performance de 15 m d'envergure pour les Jeux Olympiques. Le DFS Olympia Meise allemand déjà choisi comme planeur monotype pour les jeux abandonnés de 1940 et a été produit en grande quantité dans plusieurs pays. La licence de l'Olympia étant détenue par la Chilton Aircraft Company, Slingsby doit concevoir son propre modèle. En raison des spécifications identiques et de l'utilisation de techniques de construction similaires le résultat est très proche de l'Olympia.

## Conception
Le fuselage est de construction en bois semi-monocoque avec un revêtement en contreplaqué sur des longerons et des cadres, dont la plupart sont identiques à ceux du Slingsby T.26 Kite 2.
L'aile est montée sur un pylône étroit qui se raccorde avec la verrière du poste de pilotage pour réduire les turbulences entre le fuselage et l'aile. Un patin amorti par des blocs en caoutchouc, une roue d'atterrissage et une béquille arrière suspendue constituent le train d'atterrissage. Un grand poste de pilotage confortable avec un siège droit est recouvert par une verrière en plexiglas, offrant une bonne visibilité mais est parfois mal ajustée.
L'aile sans haubans est en en deux parties. Elle a une section centrale rectangulaire et des sections extérieures effilées sur environ 1/3 de l'envergure. Le profil est un Göttingen 549 épaissi à l'emplanture il évolue vers un Göttingen 549 à la quatrième nervure puis en NACA 0009 au saumon. De grands aérofreins DFS sortant à l'intrados et à l'extrados placés à l'arrière du longeron principal permettent de contrôler le taux de chute. Les ailerons sont placés au bord de fuite de la travée externe. Construites entièrement en bois avec des raccords en acier, les ailes monolongeron ont des caissons de torsion recouverts de contreplaqué formant les bords d'attaque et un entoilage en arrière du longeron.
La dérive fait partie intégrante du fuselage et est également recouverte de contreplaqué. La profondeur est construite avec des nervures en bois et des bords d'attaque coffrés en contreplaqué rigidifiés par des entretoises diagonales internes. Le prototype est construit avec une profondeur mobile pour le réglage, mais elle est rapidement remplacée par un compensateur sur la gouverne de profondeur.

## Historique opérationnel
Les essais en vol du Gull 4 commencent à la fin de 1947, ne révélant aucun vice majeur et un pilotage comparable sinon supérieur à celui de l'Olympia. Les performances sont supérieures avec une finesse de 24,2 contre les 22,5 de l'Olympia. Les vitesses de descente minimales sont similaires.

### Samedan 1948
Deux Gull 4 sont préparés pour les championnats internationaux de vol à voile qui se tiennent à Samedan dans les Alpes suisses en juillet 1948, ils rejoignent deux Elliott Olympia et deux Weihe des clubs de la RAF en Allemagne. Philip Wills et Christopher Nicholson ont volé sur les deux Gull 4 lors d'une compétition désastreuse où Nicholson sur un Gull 4 et Greig sur un Olympia se tuent en vol dans les conditions difficiles des Alpes. Wills sur l'autre Gull 4 rate la quatrième place du classement général en raison d'une panne de barographe lors de la première journée. Il établit plus tard un record de vitesse britannique pour le triangle de 100 km à 47 km/h.

### Après Samedan
Le planeur piloté par Wills est exporté vers l'Australie. Après une montée jusqu'à 7160 m sans oxygène en vol de nuage, le pilote, sorti du nuage vers 30 m d'altitude doit atterrir dans les arbres détruisant le planeur. Reconstruit le Gull 4 australien continue de voler jusqu'à un accident au treuil qui cause des dommages importants, l'épave est stockée à Tocumwal. Le prototype est acheté par le London Gliding Club à Dunstable, il participe à des compétitions nationales en 1949 et 1950 ; après un accident sur la colline de Dunstable, les ailes sont montées sur un fuselage de Slingsby Kite 2. Le dernier Gull 4 est acheté par le club de vol à voile de la RAF. Il vole avec le Moonrakers Club, participe aux Internationaux de 1950 en Suède où il perd sa verrière en vol. Bien qu'une verrière de remplacement soit envoyée les résultats sont décevants. Ce planeur est détruit dans un accident en 1966. 